# Falla Río Blanco
La falla Río Blanco o falla de Río Blanco es una falla geológica que atraviesa la provincia de Limón en Costa Rica. Tiene una extensión de 13 kilómetros y es una falla de poco potencial sísmico.
La falla cruza el Río Blanco, el mismo que le da su nombre.

## Potencial
El sismo tiene un poco potencial sísmico, esto determinado al único evento que se tiene registrado en esa falla de magnitud 5,3 grados Richter el 26 de mayo de 1996.